# Сулейманов, Рустэм Салихович
Рустэм Салихович Сулейманов (5 октября 1977, Стерлитамак — 19 июля 2025, Ялта) — художественный руководитель и главный дирижёр Национального симфонического оркестра Республики Башкортостан (2011—2014). Обладатель премии имени Шайхзады Бабича.

## Биография
Родился в 1977 году в Стерлитамаке (Россия, Башкирия) в семье музыкантов. Обучался игре на скрипке в ССМШ-лицее г. Уфы для одарённых детей. С детских лет участвовал на музыкальных конкурсах, где неоднократно становился лауреатом. Стипендиат российской программы «Новые имена» (Москва, 1991), дважды стипендиат республиканского отделения этой программы, стипендиат Президента РБ (1994).
В 1995—2000 годах — студент Уфимского государственного института искусств (класс профессора, Заслуженного деятеля искусств РБ А. А. Шисмана, скрипка). Лауреат Всероссийского конкурса камерных ансамблей (дуэт скрипка-фортепиано, 1999). Лауреат Всероссийского конкурса исполнителей им. Н. Сабитова (скрипка, 2000).
По целевому направлению Министерства культуры РБ в 1999—2004 гг. продолжил образование в Санкт-Петербургской консерватории им. Н. Римского-Корсакова, на кафедре оперно-симфонического дирижирования в классе профессора, Народного артиста России — Р. Э. Мартынова.
В 2001—2005 годах — артист Заслуженного коллектива России Академического симфонического оркестра Санкт-Петербургской государственной филармонии под руководством Ю. Темирканова.
В период учёбы участвовал в международных мастер-курсах по оперному и симфоническому дирижированию у профессора Народного артиста СССР Ю. И. Симонова (2002, 2004), а также у профессора Народного артиста РСФСР А. С. Каца (2003).
В 2004 году дирижировал оперу П. И. Чайковского «Евгений Онегин» в Оперной студии Санкт-Петербургской государственной консерватории.
В 2004—2008 годах — приглашённый дирижёр Национального симфонического оркестра Республики Башкортостан.
Участник Международных фестивалей академической и симфонической хоровой музыки, сотрудничает с симфоническими оркестрами России и с камерными коллективами РФ, Германии и Италии.
В 2004 году по завершении учёбы в Петербурге вернулся в родную Уфу в качестве дирижёра (Положение по контракту на обучение с Министерством культуры Башкирии) в Национальный симфонический оркестр Республики Башкортостан. Совместно с этим оркестром выступил на основных концертных площадках Республики, подготовил и провёл с оркестром свыше 300 вечерних академических концертов, более 820 выступлений для детей и юношества, создал большое число музыкальных абонементов и симфонических сказок, которые прослушала детская аудитория всех возрастов в городах Республики.
Записал в сотрудничестве с НСО РБ сочинения башкирских авторов, среди них: З. Исмагилов, Л. Исмагилова, А. Березовский, Р. Сабитов, А. Хасаншин, С. Сальманов и др. Участвовал с этим коллективом на международных фестивалях. Оркестром и дирижёром проведены ведущие музыкальные конкурсы в Уфе: имени Наримана Сабитова и Загира Исмагилова, которые выявили новую яркую плеяду молодых исполнителей.
Первый исполнитель многих сочинений композиторов, успешно работающих в Башкортостане, таких как:
- А. Хасаншин (концерт для оркестра, сюита для оркестра, концерт для саксофона с оркестром, симфония «Алтын урза» («Золотая орда»));
- А. Березовский (вариации для оркестра «Карабай», вокальный цикл «Рубайат»);
- Н. Даутов «Симфония № 2»;
- Р. Касимов «Симфония № 7»;
- Р. Сабитов «Симфония № 1»,

а также московских композиторов: Л. Гофмана (концерт для альта с оркестром); Д. Габитова («Родные напевы», «Condition Z») и др.
Близкое сотрудничество дирижёра с Союзом композиторов РБ позволило провести основные юбилейные даты авторов: Салавата Низаметдинова, Рафаэля Касимова, Андрея Березовского, Даниила Хасаншина. С успехом провёл фестивали Союза композиторов РБ (Уфа, с 2004 по 2010 гг.)
Период сотрудничества со Студенческим симфоническим оркестром УГАИ и смешанным хором УГАИ ознаменовал проекты в стенах Академии; юбилей профессора Шисмана А. А., 40-летний юбилей Академии, концерт памяти основателя учебного заведения З. Г. Исмагилова.
В 2009 году был приглашён на пост Главного дирижёра в Башкирский государственный театр оперы и балета (г. Уфа, РБ), где дирижировал основными спектаклями из репертуара театра: «Салават Юлаев» З. Исмагилова, «Аида», «Риголетто» и «Травиата» Дж. Верди, «Иоланта» и «Евгений Онегин» П. Чайковского, «Дон Жуан» и «Волшебная флейта» В. А. Моцарта, «Снегурочка» Н. Римского-Корсакова, «Кармен» Ж. Бизе, «Чио-чио-сан» Дж. Пуччини, «Князь Игорь» А. Бородина и др.
Подготовил и исполнил за сезон 2009—2010 гг. гала-концерты, Нуреевский фестиваль балета (ежегодный), оперный фестиваль им. Шаляпина (ежегодный), где наиболее крупно была представлена оперная труппа, балетная труппа, хор; с успехом проведены юбилеи Главного хормейстера театра Э. Гайфуллиной, юбилеи И. Газиева, Я. Абдульманова и др. 
Подготовил авторский проект «Рождественские концерты», где впервые в Уфе были исполнены «Магнификат» и клавирный концерт (ре-минор) И. С. Баха; ряд правительственных мероприятий с участием солистов, хора и оркестра, таких как «Дни культуры Республики Башкортостан в Москве» в апреле 2012 года, где выступил музыкальным руководителем торжественного гала-концерта.
Аккомпанировал таким солистам как: Н. Петров, Е. Мурина, С. Дукачев, М. Губайдуллин (пианисты), М. Гантварг, Л. Клычков (скрипачи), А. Князев, Д. Еремин, М. Дробинский (виолончелисты), Е. Образцова, А. Шагимуратова, Э. Гвазава, Э. Фатыхова, И. Абдразаков (вокалисты) и другие.
В декабре 2011 года получил приглашение возглавить Национальный симфонический оркестр Республики Башкортостан. С января 2012 г. — художественный руководитель и главный дирижёр этого оркестра. На его основе восстановил деятельность Камерного оркестра «Башкирия» (лаборатория исполнительства старинной музыки, композиторы XVI—XVIII веков).
Умер 19 июля 2025 года в возрасте 47 лет в Ялте.

## Награды и звания
- Заслуженный деятель искусств Республики Башкортостан (2013)
- Премия имени Шайхзады Бабича (2013) — за пропаганду академической симфонической музыки композиторов Республики Башкортостан.